# São Caetano do Sul
São Caetano do Sul è un comune del Brasile nello Stato di San Paolo, parte della mesoregione Metropolitana de São Paulo e della microregione di San Paolo.
La città ha il 37° reddito più alto pro capite in Brasile (US$ 16,500.00 nel 2003) e vanta anche il più elevato Indice di sviluppo umano (0,921).
In questa città ha sede la General Motors del Brasile, i grandi magazzini Casas Bahia, nonché la Siemens.
Negli ultimi anni ha conosciuto un forte sviluppo demografico con la costruzione di molti edifici residenziali di lusso.

## Storia
La regione in cui il comune di São Caetano do Sul è oggi è occupata dal 16 ° secolo quando era conosciuta come Tijucuçu. Si trattava di un'area di proprietà dei residenti dell'antico insediamento, successivamente villa (1553), di Santo André da Borda do Campo, estinta per ordine del governatore generale Mem de Sá.
Nel diciassettesimo secolo un gruppo di monaci benedettini si formò nella regione, donato da un contadino, il monastero di San Benedetto e l'azienda agricola Tijucuçu, utilizzata dai monaci per allevare il bestiame. Nel 1717, i monaci iniziarono a erigere la cappella dedicata a Gaetano Thiene (in portoghese, São Caetano), il santo patrono del pane e dell'opera, nel luogo in cui è oggi l'antica matrice di São Caetano. Passarono alla fattoria per chiamarsi Fattoria di São Caetano del Tijucuçu, poi Fattoria di São Caetano. Intorno alla fattoria è stato sviluppato il distretto di São Caetano, nello stesso territorio della città di San Paolo. Fu elencato per la prima volta nel 1765, quando il Morgado de Mateus determinò che fu fatto un censimento della popolazione del Capitanato di San Paolo. I suoi abitanti erano contadini e tropeiros e ricevettero i sacramenti nella cappella di São Caetano.
Nel 1871, il giorno dopo l'approvazione della Lei do Ventre Livre, l'Ordine di San Benedetto decise, nel suo Capitolo Generale di Bahia, di liberare tutti i suoi schiavi, in Brasile, oltre quattromila, senza alcun compenso. Privata del lavoro, l'azienda agricola São Caetano fu espropriata dal governo imperiale per installare il Nucleo coloniale di São Caetano il 28 luglio 1877. Le terre della fattoria furono divise in lotti e vendute ai coloni italiani tra il 1877 e il 1892, quando l'ultima famiglia di gli immigranti sono entrati nel Nucleo. Il primo gruppo di famiglie insediate nel nucleo si era imbarcato nel porto di Genova e arrivò in Brasile sulla nave italiana Europa. Tutte le famiglie provenivano dalla Provincia di Treviso, nella regione del Veneto, nel nord Italia.
Il comune è stato creato nel 1948 con legge statale.

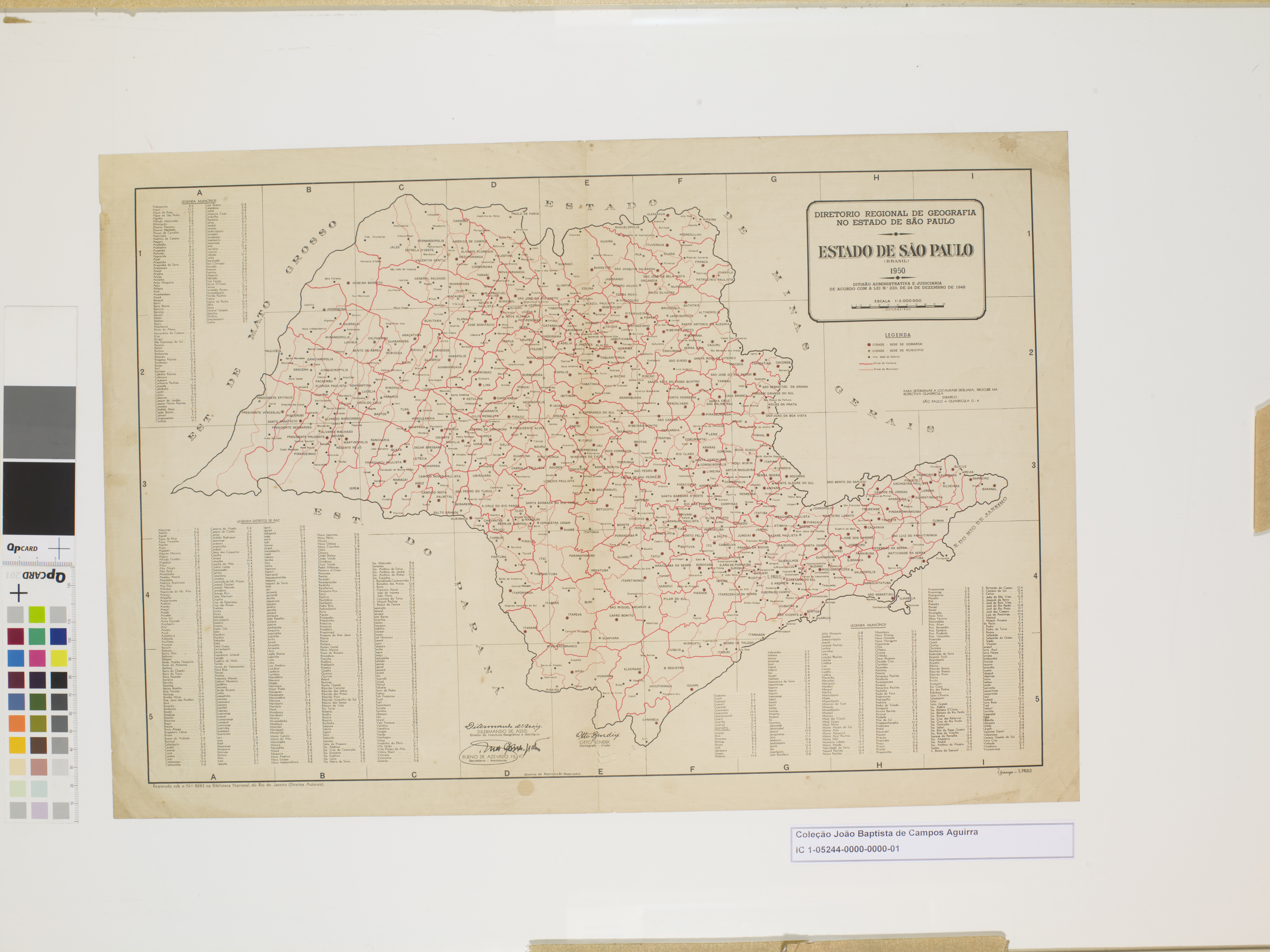
Mappa dello stato di San Paolo (1948).

## Economia
São Caetano do Sul appartiene alla regione ABC Paulista, caratterizzata dallo sviluppo industriale e automobilistico. Alcuni esempi sono le industrie situate al confine con San Paolo, e la sede della General Motors in Brasile, sull'Avenida Goiás, il principale centro finanziario della città. Attualmente il viale ha sedi e filiali di diverse società.